# 2004年のワールドシリーズ
2004年の野球において、メジャーリーグベースボール（MLB）優勝決定戦の第100回ワールドシリーズ（英語: 100th World Series）は、10月23日から27日にかけて計4試合が開催された。その結果、ボストン・レッドソックス（アメリカンリーグ）がセントルイス・カージナルス（ナショナルリーグ）を4勝0敗で下し、86年ぶり6回目の優勝を果たした。
レッドソックスは1903年の第1回シリーズ制覇を皮切りに、1910年代終了時点では優勝が全球団最多の5度を数える強豪だった。しかし1919年シーズン終了後、主力選手の "バンビーノ" ことベーブ・ルースをニューヨーク・ヤンキースへトレードで放出して以来、ヤンキースが優勝を重ねるようになり、一方のレッドソックスは優勝できなくなった。1990年に『ボストン・グローブ』記者ダン・ショーネシーが著書The Curse of the Bambinoを出版したのをきっかけに、レッドソックスが優勝から見放されているのはルース放出時に呪いがかけられたからだ、とする都市伝説 "バンビーノの呪い" がファンの間で広まっていった。今シリーズでレッドソックスは1918年以来のシリーズ制覇を成し遂げ、その呪いを解いた。優勝球団が全試合を通して1イニングも相手にリードを許さなかったのは、1989年以来15年ぶり4度目である。シリーズMVPには、第3戦の先制のソロ本塁打を含む全4試合で安打を放ち、打率.412・1本塁打・4打点・OPS 1.088という成績を残したレッドソックスのマニー・ラミレスが選出された。
この優勝によりレッドソックスは、雑誌『スポーツ・イラストレイテッド』選出のスポーツメン・オブ・ザ・イヤー賞を受賞した。また2005年には、ローレウス世界スポーツ賞の最優秀チーム部門にノミネートされ、受賞は逃したものの特別賞 "スピリット・オブ・スポーツ賞" を贈られた。

## ワールドシリーズまでの道のり

### 両チームの2004年
10月20日にまずアメリカンリーグでレッドソックス（東地区）が、そして21日にはナショナルリーグでカージナルス（中地区）が、それぞれリーグ優勝を決めてワールドシリーズへ駒を進めた。

### ホームフィールド・アドバンテージ
7月13日にテキサス州ヒューストンのミニッツメイド・パークで開催されたオールスターゲームは、アメリカンリーグがナショナルリーグに9－4で勝利した。この結果、ワールドシリーズの第1・2・6・7戦を本拠地で開催できる "ホームフィールド・アドバンテージ" は、アメリカンリーグ優勝チームに与えられることになった。このオールスターには、レッドソックスからは投手はカート・シリングひとり、野手はマニー・ラミレスとデビッド・オルティーズのふたりが選出された。一方のカージナルスからはアルバート・プホルスとスコット・ローレン、エドガー・レンテリアの野手3人が名を連ねた。試合ではシリングの登板機会がなく、レッドソックスの投手とカージナルスの打者の対戦は実現しなかった。

## 両チームの過去の対戦
過去99回のシリーズのなかで、レッドソックスとカージナルスの対戦は2度ある。1946年と1967年で、いずれも4勝3敗でカージナルスが制した。
1997年から始まったレギュラーシーズン中のインターリーグでは、2003年6月の3連戦が唯一の対戦である。レッドソックスの本拠地フェンウェイ・パークで行われ、カージナルスが2勝1敗で勝ち越した。

## 試合結果
2004年のワールドシリーズは10月23日に開幕し、途中に移動日を挟んで5日間で4試合が行われた。日程・結果は以下の通り。
| 日付                                                     | 試合  | ビジター球団（先攻）       | スコア | ホーム球団（後攻）         | 開催球場             | 開催球場                                 |
| -------------------------------------------------------- | ----- | -------------------------- | ------ | -------------------------- | -------------------- | ---------------------------------------- |
| 10月23日（土）                                           | 第1戦 | セントルイス・カージナルス | 9－11  | ボストン・レッドソックス   | フェンウェイ・パーク | フェンウェイ・パークブッシュ・スタジアム |
| 10月24日（日）                                           | 第2戦 | セントルイス・カージナルス | 2－6   | ボストン・レッドソックス   | フェンウェイ・パーク | フェンウェイ・パークブッシュ・スタジアム |
| 10月25日（月）                                           |       | 移動日                     | 移動日 | 移動日                     |                      | フェンウェイ・パークブッシュ・スタジアム |
| 10月26日（火）                                           | 第3戦 | ボストン・レッドソックス   | 4－1   | セントルイス・カージナルス | ブッシュ・スタジアム | フェンウェイ・パークブッシュ・スタジアム |
| 10月27日（水）                                           | 第4戦 | ボストン・レッドソックス   | 3－0   | セントルイス・カージナルス | ブッシュ・スタジアム | フェンウェイ・パークブッシュ・スタジアム |
| 優勝：ボストン・レッドソックス（4勝0敗 / 86年ぶり6度目） |       |                            |        |                            |                      | フェンウェイ・パークブッシュ・スタジアム |

### 第1戦 10月23日
- フェンウェイ・パーク（マサチューセッツ州ボストン）

|                            | 1 | 2 | 3 | 4 | 5 | 6 | 7 | 8 | 9 | R  | H  | E |
| -------------------------- | - | - | - | - | - | - | - | - | - | -- | -- | - |
| セントルイス・カージナルス | 0 | 1 | 1 | 3 | 0 | 2 | 0 | 2 | 0 | 9  | 11 | 1 |
| ボストン・レッドソックス   | 4 | 0 | 3 | 0 | 0 | 0 | 2 | 2 | X | 11 | 13 | 4 |

1. 勝利：キース・フォーク（1勝）
2. 敗戦：フリアン・タバレス（1敗）
3. 本塁打
STL：ラリー・ウォーカー1号ソロ
BOS：デビッド・オルティーズ1号3ラン、マーク・ベルホーン1号2ラン
4. 審判
［球審］エド・モンタギュー
［塁審］一塁: デイル・スコット、二塁: ブライアン・ゴーマン、三塁: チャック・メリウェザー
［外審］左翼: ジェリー・デービス、右翼: チャーリー・レリフォード
5. 試合開始時刻: 東部夏時間（UTC-4）午後8時9分  試合時間: 4時間0分  観客: 3万5035人  気温: 49°F（9.4°C）
詳細: MLB.com Gameday / ESPN.com / Baseball-Reference.com / Fangraphs

| セントルイス・カージナルス | セントルイス・カージナルス | セントルイス・カージナルス | セントルイス・カージナルス | セントルイス・カージナルス                                                                                                | ボストン・レッドソックス | ボストン・レッドソックス | ボストン・レッドソックス | ボストン・レッドソックス | ボストン・レッドソックス                                                                                                   |
| -------------------------- | -------------------------- | -------------------------- | -------------------------- | --- | ------------------------ | ------------------------ | ------------------------ | ------------------------ | --- |
| 打順                       | 守備                       | 選手                       | 打席                       | W・ウィリアムズM・マシーニーA・プホルスT・ウォマックS・ローレンE・レンテリア田口壮J・エドモンズL・ウォーカーR・サンダース | 打順                     | 守備                     | 選手                     | 打席                     | T・ウェイクフィールドD・ミラベリK・ミラーM・ベルホーンB・ミラーO・カブレラM・ラミレスJ・デイモンT・ニクソンD・オルティーズ |
| 1                          | 遊                         | E・レンテリア              | 右                         | W・ウィリアムズM・マシーニーA・プホルスT・ウォマックS・ローレンE・レンテリア田口壮J・エドモンズL・ウォーカーR・サンダース | 1                        | 中                       | J・デイモン              | 左                       | T・ウェイクフィールドD・ミラベリK・ミラーM・ベルホーンB・ミラーO・カブレラM・ラミレスJ・デイモンT・ニクソンD・オルティーズ |
| 2                          | 右                         | L・ウォーカー              | 左                         | W・ウィリアムズM・マシーニーA・プホルスT・ウォマックS・ローレンE・レンテリア田口壮J・エドモンズL・ウォーカーR・サンダース | 2                        | 遊                       | O・カブレラ              | 右                       | T・ウェイクフィールドD・ミラベリK・ミラーM・ベルホーンB・ミラーO・カブレラM・ラミレスJ・デイモンT・ニクソンD・オルティーズ |
| 3                          | 一                         | A・プホルス                | 右                         | W・ウィリアムズM・マシーニーA・プホルスT・ウォマックS・ローレンE・レンテリア田口壮J・エドモンズL・ウォーカーR・サンダース | 3                        | 左                       | M・ラミレス              | 右                       | T・ウェイクフィールドD・ミラベリK・ミラーM・ベルホーンB・ミラーO・カブレラM・ラミレスJ・デイモンT・ニクソンD・オルティーズ |
| 4                          | 三                         | S・ローレン                | 右                         | W・ウィリアムズM・マシーニーA・プホルスT・ウォマックS・ローレンE・レンテリア田口壮J・エドモンズL・ウォーカーR・サンダース | 4                        | DH                       | D・オルティーズ          | 左                       | T・ウェイクフィールドD・ミラベリK・ミラーM・ベルホーンB・ミラーO・カブレラM・ラミレスJ・デイモンT・ニクソンD・オルティーズ |
| 5                          | 中                         | J・エドモンズ              | 左                         | W・ウィリアムズM・マシーニーA・プホルスT・ウォマックS・ローレンE・レンテリア田口壮J・エドモンズL・ウォーカーR・サンダース | 5                        | 一                       | K・ミラー                | 右                       | T・ウェイクフィールドD・ミラベリK・ミラーM・ベルホーンB・ミラーO・カブレラM・ラミレスJ・デイモンT・ニクソンD・オルティーズ |
| 6                          | DH                         | R・サンダース              | 右                         | W・ウィリアムズM・マシーニーA・プホルスT・ウォマックS・ローレンE・レンテリア田口壮J・エドモンズL・ウォーカーR・サンダース | 6                        | 右                       | T・ニクソン              | 左                       | T・ウェイクフィールドD・ミラベリK・ミラーM・ベルホーンB・ミラーO・カブレラM・ラミレスJ・デイモンT・ニクソンD・オルティーズ |
| 7                          | 二                         | T・ウォマック              | 左                         | W・ウィリアムズM・マシーニーA・プホルスT・ウォマックS・ローレンE・レンテリア田口壮J・エドモンズL・ウォーカーR・サンダース | 7                        | 三                       | B・ミラー                | 両                       | T・ウェイクフィールドD・ミラベリK・ミラーM・ベルホーンB・ミラーO・カブレラM・ラミレスJ・デイモンT・ニクソンD・オルティーズ |
| 8                          | 捕                         | M・マシーニー              | 右                         | W・ウィリアムズM・マシーニーA・プホルスT・ウォマックS・ローレンE・レンテリア田口壮J・エドモンズL・ウォーカーR・サンダース | 8                        | 捕                       | D・ミラベリ              | 右                       | T・ウェイクフィールドD・ミラベリK・ミラーM・ベルホーンB・ミラーO・カブレラM・ラミレスJ・デイモンT・ニクソンD・オルティーズ |
| 9                          | 左                         | 田口壮                     | 右                         | W・ウィリアムズM・マシーニーA・プホルスT・ウォマックS・ローレンE・レンテリア田口壮J・エドモンズL・ウォーカーR・サンダース | 9                        | 二                       | M・ベルホーン            | 両                       | T・ウェイクフィールドD・ミラベリK・ミラーM・ベルホーンB・ミラーO・カブレラM・ラミレスJ・デイモンT・ニクソンD・オルティーズ |
| 先発投手                   | 先発投手                   | 先発投手                   | 投球                       | W・ウィリアムズM・マシーニーA・プホルスT・ウォマックS・ローレンE・レンテリア田口壮J・エドモンズL・ウォーカーR・サンダース | 先発投手                 | 先発投手                 | 先発投手                 | 投球                     | T・ウェイクフィールドD・ミラベリK・ミラーM・ベルホーンB・ミラーO・カブレラM・ラミレスJ・デイモンT・ニクソンD・オルティーズ |
| W・ウィリアムズ            | W・ウィリアムズ            | W・ウィリアムズ            | 右                         | W・ウィリアムズM・マシーニーA・プホルスT・ウォマックS・ローレンE・レンテリア田口壮J・エドモンズL・ウォーカーR・サンダース | T・ウェイクフィールド    | T・ウェイクフィールド    | T・ウェイクフィールド    | 右                       | T・ウェイクフィールドD・ミラベリK・ミラーM・ベルホーンB・ミラーO・カブレラM・ラミレスJ・デイモンT・ニクソンD・オルティーズ |

レッドソックスは初回裏、先頭打者ジョニー・デイモンが3球で2ストライクに追い込まれながらファウルで粘り、10球目を左翼線へ運んで二塁打とした。そこから一死一・三塁とし、4番デビッド・オルティーズの本塁打で3点を先制、そのあとさらに1点を加えた。カージナルスは2回表・3回表に1点ずつ返して2点差に詰め寄る。しかし3回裏、レッドソックスは一死満塁からデイモンの右前打で再び突き放した。カージナルスは先発投手ウッディ・ウィリアムズをここで諦めて降板させたが、2番手ダン・ヘイレンも2番オーランド・カブレラの適時打などで2点を失い、点差が5点に広がった。
4回表、レッドソックス先発投手ティム・ウェイクフィールドが制球を乱す。先頭打者ジム・エドモンズを四球で出塁させると、次打者レジー・サンダースの2球目に捕逸で二塁へ進まれる。サンダースと7番トニー・ウォマックも四球で、無死満塁の危機を招いた。カージナルス打線はこの好機に、8番マイク・マシーニーの犠牲フライと一塁手ケビン・ミラーの悪送球でまず2点、なおも一死三塁から9番・田口壮の三ゴロで1点を返し、再び2点差とした。ウェイクフィールドは二死無走者から1番エドガー・レンテリアにも四球を与え、ここで降板した。この制球難について「とても寒くてボールがうまく握れなかった。すごく滑った」と話している。シリーズ初戦で両先発投手が4イニングも投げきれずに降板したのは、1966年以来38年ぶり3度目である。2番手投手ブロンソン・アローヨは、この場面では後続を断ったものの、6回表に同点に追いつかれた。二死無走者から9番・田口の打球は三塁線へのゴロとなり、これを処理したアローヨが一塁へ悪送球して田口は二塁へ進む。ここで1番レンテリアと2番ラリー・ウォーカーが連続適時二塁打を放ち、試合は7－7の同点になった。ただアローヨは3番アルバート・プホルスを空振り三振に仕留め、逆転は許さなかった。
7回裏、カージナルスはヘイレンに代えてキコ・カレーロをマウンドへ送った。レッドソックスは先頭打者マーク・ベルホーンの四球を機に一死一・二塁とし、3番マニー・ラミレスと4番オルティーズの連続適時打で2点を勝ち越した。カージナルスも直後の8回表、マイク・ティムリンとアラン・エンブリーの2投手から同じく一死一・二塁という場面を作る。レッドソックスは、ここで抑え投手キース・フォークを投入したが、左翼手ラミレスの拙守に足を引っ張られた。まず1番レンテリアの左前打で、二塁走者ジェイソン・マーキーはいったん三塁で止まりかけたものの、ラミレスが打球を落とした隙に生還する。続く2番ウォーカーの打球も左翼へ飛び、ラミレスはスライディングキャッチを試みたものの捕れずにこぼして、二塁走者ロジャー・セデーニョが同点のホームを踏んだ。一死二・三塁とカージナルスの好機は続く。しかしフォークは、3番プホルスを敬遠したあと、4番スコット・ローレンを1球で三飛に打ち取り、5番エドモンズは見逃し三振に封じて、逆転を阻止した。この試合でカージナルス打線の3〜5番は12打数1安打、得点圏では6打数無安打と沈黙した。
8回裏、カージナルスのマウンドには6番手フリアン・タバレスが上がった。レッドソックスは一死から、途中出場の8番ジェイソン・バリテックが遊撃手レンテリアの失策で出塁した。カージナルスにとって失策で走者の出塁を許したのは、これが今ポストシーズン初だった。また、この試合ではレッドソックスが既に4失策しており、両軍合わせてこれが5つ目の失策である。これは1982年シリーズ第6戦と並ぶ歴代最多記録だった。ここで次打者ベルホーンが1ボール2ストライクからの4球目を打ち上げると、打球は右翼ファウルポールを直撃する2点本塁打となり、レッドソックスが再び2点のリードを奪った。9回表、フォークが二塁に走者を背負ったものの無失点で試合を締め、初戦はレッドソックスが11－9でものにした。監督のテリー・フランコーナは「教育リーグに教材映像として送れるような試合じゃなかった」と評しつつも「勝つことを目指していた以上、今日は実にいい日になった」と述べた。

### 第2戦 10月24日
- フェンウェイ・パーク（マサチューセッツ州ボストン）

|                            | 1 | 2 | 3 | 4 | 5 | 6 | 7 | 8 | 9 | R | H | E |
| -------------------------- | - | - | - | - | - | - | - | - | - | - | - | - |
| セントルイス・カージナルス | 0 | 0 | 0 | 1 | 0 | 0 | 0 | 1 | 0 | 2 | 5 | 0 |
| ボストン・レッドソックス   | 2 | 0 | 0 | 2 | 0 | 2 | 0 | 0 | X | 6 | 8 | 4 |

1. 勝利：カート・シリング（1勝）
2. 敗戦：マット・モリス（1敗）
3. 審判
［球審］デイル・スコット
［塁審］一塁: ブライアン・ゴーマン、二塁: チャック・メリウェザー、三塁: ジェリー・デービス
［外審］左翼: チャーリー・レリフォード、右翼: エド・モンタギュー
4. 試合開始時刻: 東部夏時間（UTC-4）午後8時17分  試合時間: 3時間20分  観客: 3万5001人  気温: 48°F（8.9°C）
詳細: MLB.com Gameday / ESPN.com / Baseball-Reference.com / Fangraphs

| セントルイス・カージナルス | セントルイス・カージナルス | セントルイス・カージナルス | セントルイス・カージナルス | セントルイス・カージナルス                                                                                                   | ボストン・レッドソックス | ボストン・レッドソックス | ボストン・レッドソックス | ボストン・レッドソックス | ボストン・レッドソックス                                                                                           |
| -------------------------- | -------------------------- | -------------------------- | -------------------------- | --- | ------------------------ | ------------------------ | ------------------------ | ------------------------ | --- |
| 打順                       | 守備                       | 選手                       | 打席                       | M・モリスM・マシーニーA・プホルスT・ウォマックS・ローレンE・レンテリアR・サンダースJ・エドモンズL・ウォーカーM・アンダーソン | 打順                     | 守備                     | 選手                     | 打席                     | C・シリングJ・バリテックK・ミラーM・ベルホーンB・ミラーO・カブレラM・ラミレスJ・デイモンT・ニクソンD・オルティーズ |
| 1                          | 遊                         | E・レンテリア              | 右                         | M・モリスM・マシーニーA・プホルスT・ウォマックS・ローレンE・レンテリアR・サンダースJ・エドモンズL・ウォーカーM・アンダーソン | 1                        | 中                       | J・デイモン              | 左                       | C・シリングJ・バリテックK・ミラーM・ベルホーンB・ミラーO・カブレラM・ラミレスJ・デイモンT・ニクソンD・オルティーズ |
| 2                          | 右                         | L・ウォーカー              | 左                         | M・モリスM・マシーニーA・プホルスT・ウォマックS・ローレンE・レンテリアR・サンダースJ・エドモンズL・ウォーカーM・アンダーソン | 2                        | 遊                       | O・カブレラ              | 右                       | C・シリングJ・バリテックK・ミラーM・ベルホーンB・ミラーO・カブレラM・ラミレスJ・デイモンT・ニクソンD・オルティーズ |
| 3                          | 一                         | A・プホルス                | 右                         | M・モリスM・マシーニーA・プホルスT・ウォマックS・ローレンE・レンテリアR・サンダースJ・エドモンズL・ウォーカーM・アンダーソン | 3                        | 左                       | M・ラミレス              | 右                       | C・シリングJ・バリテックK・ミラーM・ベルホーンB・ミラーO・カブレラM・ラミレスJ・デイモンT・ニクソンD・オルティーズ |
| 4                          | 三                         | S・ローレン                | 右                         | M・モリスM・マシーニーA・プホルスT・ウォマックS・ローレンE・レンテリアR・サンダースJ・エドモンズL・ウォーカーM・アンダーソン | 4                        | DH                       | D・オルティーズ          | 左                       | C・シリングJ・バリテックK・ミラーM・ベルホーンB・ミラーO・カブレラM・ラミレスJ・デイモンT・ニクソンD・オルティーズ |
| 5                          | 中                         | J・エドモンズ              | 左                         | M・モリスM・マシーニーA・プホルスT・ウォマックS・ローレンE・レンテリアR・サンダースJ・エドモンズL・ウォーカーM・アンダーソン | 5                        | 捕                       | J・バリテック            | 両                       | C・シリングJ・バリテックK・ミラーM・ベルホーンB・ミラーO・カブレラM・ラミレスJ・デイモンT・ニクソンD・オルティーズ |
| 6                          | 左                         | R・サンダース              | 右                         | M・モリスM・マシーニーA・プホルスT・ウォマックS・ローレンE・レンテリアR・サンダースJ・エドモンズL・ウォーカーM・アンダーソン | 6                        | 一                       | K・ミラー                | 右                       | C・シリングJ・バリテックK・ミラーM・ベルホーンB・ミラーO・カブレラM・ラミレスJ・デイモンT・ニクソンD・オルティーズ |
| 7                          | 二                         | T・ウォマック              | 左                         | M・モリスM・マシーニーA・プホルスT・ウォマックS・ローレンE・レンテリアR・サンダースJ・エドモンズL・ウォーカーM・アンダーソン | 7                        | 右                       | T・ニクソン              | 左                       | C・シリングJ・バリテックK・ミラーM・ベルホーンB・ミラーO・カブレラM・ラミレスJ・デイモンT・ニクソンD・オルティーズ |
| 8                          | 捕                         | M・マシーニー              | 右                         | M・モリスM・マシーニーA・プホルスT・ウォマックS・ローレンE・レンテリアR・サンダースJ・エドモンズL・ウォーカーM・アンダーソン | 8                        | 三                       | B・ミラー                | 両                       | C・シリングJ・バリテックK・ミラーM・ベルホーンB・ミラーO・カブレラM・ラミレスJ・デイモンT・ニクソンD・オルティーズ |
| 9                          | DH                         | M・アンダーソン            | 左                         | M・モリスM・マシーニーA・プホルスT・ウォマックS・ローレンE・レンテリアR・サンダースJ・エドモンズL・ウォーカーM・アンダーソン | 9                        | 二                       | M・ベルホーン            | 両                       | C・シリングJ・バリテックK・ミラーM・ベルホーンB・ミラーO・カブレラM・ラミレスJ・デイモンT・ニクソンD・オルティーズ |
| 先発投手                   | 先発投手                   | 先発投手                   | 投球                       | M・モリスM・マシーニーA・プホルスT・ウォマックS・ローレンE・レンテリアR・サンダースJ・エドモンズL・ウォーカーM・アンダーソン | 先発投手                 | 先発投手                 | 先発投手                 | 投球                     | C・シリングJ・バリテックK・ミラーM・ベルホーンB・ミラーO・カブレラM・ラミレスJ・デイモンT・ニクソンD・オルティーズ |
| M・モリス                  | M・モリス                  | M・モリス                  | 右                         | M・モリスM・マシーニーA・プホルスT・ウォマックS・ローレンE・レンテリアR・サンダースJ・エドモンズL・ウォーカーM・アンダーソン | C・シリング              | C・シリング              | C・シリング              | 右                       | C・シリングJ・バリテックK・ミラーM・ベルホーンB・ミラーO・カブレラM・ラミレスJ・デイモンT・ニクソンD・オルティーズ |

レッドソックスの先発投手カート・シリングは、地区シリーズ第1戦で右足首の腱鞘を断裂した。修復手術を行えば全治3か月という重傷のところ、チームは当面の登板を可能にするため別の手術を施した。手術後のリーグ優勝決定戦・第6戦で、シリングは手術痕から血を滲ませ靴下を赤く染めながら、7回1失点と好投し勝利投手となった。そこから中4日のこの日、シリングは妻に「今日は投げるのは無理だ」とこぼすほど右足の状態を悪化させていたが、縫合糸の一部が神経に接触していることが球団医の診察によって判明し、これを取り除いたことで登板可能となった。この日、シリングは自分の右足首に注目が集まると考え、スパイクの手術痕近くの部分に "K ALS" （筋萎縮性側索硬化症から三振をとってやる）とメッセージを書き込んだ。シリングは、ALSに罹ったルー・ゲーリッグを尊敬している。
初回表、シリングは先頭打者エドガー・レンテリアを打ち取るのに12球を要し、3番アルバート・プホルスには二塁打を浴びたものの、無失点で終えた。その裏、レッドソックス打線は二死無走者から、3番マニー・ラミレスと4番デビッド・オルティーズが連続四球で走者を溜める。カージナルスの先発投手マット・モリスは「長打を警戒しすぎた」という。この場面で続く5番ジェイソン・バリテックが、打球を中堅最深部まで運び先制の2点三塁打とした。2回表、カージナルスは一死一塁から、7番トニー・ウォマックが右中間への打球を放つ。しかし一塁走者レジー・サンダースが二塁を踏み損ねて戻ったため、単打で一・二塁どまりとなった。8番マイク・マシーニーは三直で、三塁手ビル・ミラーは二塁走者サンダースにタッチして併殺を完成させた。
シリングの右足首はこの日も出血で靴下を赤くし、2回表には右の腰にも張りが生じた。さらにシリングが投げている間、レッドソックスの守備が4失策を重ねた。前日と合わせて2試合合計8失策はシリーズ史上、1912年・第7〜8戦のレッドソックス以来92年ぶりだった。また、この日は特に三塁手B・ミラーがひとりで1試合3失策を記録しており、これは1981年・第5戦のデイビー・ロープス以来の多さである。その結果、シリングがカージナルス打線を三者凡退に抑えたイニングは3回表だけにとどまった。ただ失点も、4回表二死三塁からのB・ミラーの失策による1点だけに抑えた。その直後の4回裏には、レッドソックス打線が9番マーク・ベルホーンの2点二塁打で3点差に突き放した。レッドソックスは6回表終了をもってシリングを降板させ、7回表からはアラン・エンブリー→マイク・ティムリン→キース・フォークとつないでリードを守りきった。
シリングはフィラデルフィア・フィリーズ時代の1993年シリーズ第5戦と、アリゾナ・ダイヤモンドバックス時代の2001年シリーズ第1戦で勝利投手になっている。この日の勝利でシリングは、3球団で勝利投手を経験するというシリーズ史上初の記録を達成した。試合前に球団医は、シリングの右足首について「手術後3度目の登板はできないかもしれない」と話していた。シリング自身も試合後、次の登板は可能かどうかわからないとしたうえで「今はただ疲れた。自分の年齢（37歳345日）を感じさせられたのは人生で初めてだ」と述べた。右足首は、ロッカールームで着替えるときには左手でどこかに掴まらないとズボンが履けず、試合後の記者会見に向かう際には会見場まで自力で歩けないためカートに乗せられるような状態だった。

### 第3戦 10月26日
- ブッシュ・スタジアム（ミズーリ州セントルイス）

|                            | 1 | 2 | 3 | 4 | 5 | 6 | 7 | 8 | 9 | R | H | E |
| -------------------------- | - | - | - | - | - | - | - | - | - | - | - | - |
| ボストン・レッドソックス   | 1 | 0 | 0 | 1 | 2 | 0 | 0 | 0 | 0 | 4 | 9 | 0 |
| セントルイス・カージナルス | 0 | 0 | 0 | 0 | 0 | 0 | 0 | 0 | 1 | 1 | 4 | 0 |

1. 勝利：ペドロ・マルティネス（1勝）
2. 敗戦：ジェフ・スーパン（1敗）
3. 本塁打
BOS：マニー・ラミレス1号ソロ
STL：ラリー・ウォーカー2号ソロ
4. 審判
［球審］ブライアン・ゴーマン
［塁審］一塁: チャック・メリウェザー、二塁: ジェリー・デービス、三塁: チャーリー・レリフォード
［外審］左翼: エド・モンタギュー、右翼: デイル・スコット
5. 試合開始時刻: 中部夏時間（UTC-5）午後7時37分  試合時間: 2時間58分  観客: 5万2015人  気温: 65°F（18.3°C）
詳細: MLB.com Gameday / ESPN.com / Baseball-Reference.com / Fangraphs

| ボストン・レッドソックス | ボストン・レッドソックス | ボストン・レッドソックス | ボストン・レッドソックス | ボストン・レッドソックス                                                                                                 | セントルイス・カージナルス | セントルイス・カージナルス | セントルイス・カージナルス | セントルイス・カージナルス | セントルイス・カージナルス                                                                                              |
| ------------------------ | ------------------------ | ------------------------ | ------------------------ | --- | -------------------------- | -------------------------- | -------------------------- | -------------------------- | --- |
| 打順                     | 守備                     | 選手                     | 打席                     | P・マルティネスJ・バリテックD・オル · ティーズM・ベルホーンB・ミラーO・カブレラM・ラミレスJ・デイモンT・ニクソン（なし） | 打順                       | 守備                       | 選手                       | 打席                       | J・スーパンM・マシーニーA・プホルスT・ウォマックS・ローレンE・レンテリアR・サンダースJ・エドモンズL・ウォーカー（なし） |
| 1                        | 中                       | J・デイモン              | 左                       | P・マルティネスJ・バリテックD・オル · ティーズM・ベルホーンB・ミラーO・カブレラM・ラミレスJ・デイモンT・ニクソン（なし） | 1                          | 遊                         | E・レンテリア              | 右                         | J・スーパンM・マシーニーA・プホルスT・ウォマックS・ローレンE・レンテリアR・サンダースJ・エドモンズL・ウォーカー（なし） |
| 2                        | 遊                       | O・カブレラ              | 右                       | P・マルティネスJ・バリテックD・オル · ティーズM・ベルホーンB・ミラーO・カブレラM・ラミレスJ・デイモンT・ニクソン（なし） | 2                          | 右                         | L・ウォーカー              | 左                         | J・スーパンM・マシーニーA・プホルスT・ウォマックS・ローレンE・レンテリアR・サンダースJ・エドモンズL・ウォーカー（なし） |
| 3                        | 左                       | M・ラミレス              | 右                       | P・マルティネスJ・バリテックD・オル · ティーズM・ベルホーンB・ミラーO・カブレラM・ラミレスJ・デイモンT・ニクソン（なし） | 3                          | 一                         | A・プホルス                | 右                         | J・スーパンM・マシーニーA・プホルスT・ウォマックS・ローレンE・レンテリアR・サンダースJ・エドモンズL・ウォーカー（なし） |
| 4                        | 一                       | D・オルティーズ          | 左                       | P・マルティネスJ・バリテックD・オル · ティーズM・ベルホーンB・ミラーO・カブレラM・ラミレスJ・デイモンT・ニクソン（なし） | 4                          | 三                         | S・ローレン                | 右                         | J・スーパンM・マシーニーA・プホルスT・ウォマックS・ローレンE・レンテリアR・サンダースJ・エドモンズL・ウォーカー（なし） |
| 5                        | 捕                       | J・バリテック            | 両                       | P・マルティネスJ・バリテックD・オル · ティーズM・ベルホーンB・ミラーO・カブレラM・ラミレスJ・デイモンT・ニクソン（なし） | 5                          | 中                         | J・エドモンズ              | 左                         | J・スーパンM・マシーニーA・プホルスT・ウォマックS・ローレンE・レンテリアR・サンダースJ・エドモンズL・ウォーカー（なし） |
| 6                        | 三                       | B・ミラー                | 両                       | P・マルティネスJ・バリテックD・オル · ティーズM・ベルホーンB・ミラーO・カブレラM・ラミレスJ・デイモンT・ニクソン（なし） | 6                          | 左                         | R・サンダース              | 右                         | J・スーパンM・マシーニーA・プホルスT・ウォマックS・ローレンE・レンテリアR・サンダースJ・エドモンズL・ウォーカー（なし） |
| 7                        | 右                       | T・ニクソン              | 左                       | P・マルティネスJ・バリテックD・オル · ティーズM・ベルホーンB・ミラーO・カブレラM・ラミレスJ・デイモンT・ニクソン（なし） | 7                          | 二                         | T・ウォマック              | 左                         | J・スーパンM・マシーニーA・プホルスT・ウォマックS・ローレンE・レンテリアR・サンダースJ・エドモンズL・ウォーカー（なし） |
| 8                        | 二                       | M・ベルホーン            | 両                       | P・マルティネスJ・バリテックD・オル · ティーズM・ベルホーンB・ミラーO・カブレラM・ラミレスJ・デイモンT・ニクソン（なし） | 8                          | 捕                         | M・マシーニー              | 右                         | J・スーパンM・マシーニーA・プホルスT・ウォマックS・ローレンE・レンテリアR・サンダースJ・エドモンズL・ウォーカー（なし） |
| 9                        | 投                       | P・マルティネス          | 右                       | P・マルティネスJ・バリテックD・オル · ティーズM・ベルホーンB・ミラーO・カブレラM・ラミレスJ・デイモンT・ニクソン（なし） | 9                          | 投                         | J・スーパン                | 右                         | J・スーパンM・マシーニーA・プホルスT・ウォマックS・ローレンE・レンテリアR・サンダースJ・エドモンズL・ウォーカー（なし） |
| 先発投手                 | 先発投手                 | 先発投手                 | 投球                     | P・マルティネスJ・バリテックD・オル · ティーズM・ベルホーンB・ミラーO・カブレラM・ラミレスJ・デイモンT・ニクソン（なし） | 先発投手                   | 先発投手                   | 先発投手                   | 投球                       | J・スーパンM・マシーニーA・プホルスT・ウォマックS・ローレンE・レンテリアR・サンダースJ・エドモンズL・ウォーカー（なし） |
| P・マルティネス          | P・マルティネス          | P・マルティネス          | 右                       | P・マルティネスJ・バリテックD・オル · ティーズM・ベルホーンB・ミラーO・カブレラM・ラミレスJ・デイモンT・ニクソン（なし） | J・スーパン                | J・スーパン                | J・スーパン                | 右                         | J・スーパンM・マシーニーA・プホルスT・ウォマックS・ローレンE・レンテリアR・サンダースJ・エドモンズL・ウォーカー（なし） |

レッドソックスの先発投手ペドロ・マルティネスは、リーグ優勝決定戦・第5戦で先発しており、その後の起用法として中4日で今シリーズ第1戦に先発する案もあった。しかし実際には、リーグ優勝決定戦・第7戦で7点リードの7回裏に1イニングを投げたあと、中5日で今シリーズ第3戦の先発にまわった。これはマルティネスがリーグ優勝決定戦・第7戦での救援登板を希望していたのと、監督のテリー・フランコーナがマルティネスについて、マサチューセッツ州ボストンより暖かい地で登板間隔を空けて投げたほうがいいと判断したためである。マルティネスにとってこの試合は、自身初のワールドシリーズ登板であると同時に、シーズン終了後には契約満了でFAとなるため、レッドソックスの一員として投げる最後の一戦になるかもしれなかった。
初回表、レッドソックスは3番マニー・ラミレスのソロ本塁打で先制点を挙げる。ラミレスは相手先発投手ジェフ・スーパンとの対戦を、通算で18打数7安打・3本塁打と得意にしていた。カージナルスはその裏、一死満塁と同点・逆転の好機を作り、5番ジム・エドモンズが左飛を放つ。左翼手ラミレスが前進して捕球すると、三塁走者ラリー・ウォーカーはタッチアップで同点のホームを狙った。しかしラミレスの送球はバウンドして捕手ジェイソン・バリテックのミットに収まり、バリテックがウォーカーにタッチして同点の犠牲フライとはならず、併殺が完成してイニングが終了した。この場面、三塁コーチのホセ・オケンドーはウォーカーにタッチアップ後は塁間で様子見するよう指示していたが、ウォーカーは二塁走者アルバート・プホルスが三塁へ駆け込んでくるのを見て本塁まで行かざるを得なくなったという。マルティネスは、かつての同僚だったウォーカーの走塁をねぎらうように、グラブでウォーカーの背中を軽く叩いた。ラミレスは、同じイニングに本塁打と補殺の両方を記録した。外野手としてこれを達成したのは、シリーズ史上1993年・第4戦のレニー・ダイクストラ以来2人目である。
カージナルス監督のトニー・ラルーサは今シリーズ開幕前、自軍の走塁について「自分が今まで監督を務めてきたどのチームよりも上」と話していた。だがこの日のカージナルスは、初回裏に続き3回裏にも走塁ミスで好機を潰した。イニング先頭打者の9番スーパンが三塁内野安打で出塁し、次打者エドガー・レンテリアの二塁打で無死二・三塁となる。スーパンは「三塁まで行ったのは高校生のとき以来」という。レッドソックスの内野陣は同点やむなしと前進守備をとらず、そこに2番ウォーカーが二ゴロを放ち、二塁手マーク・ベルホーンは一塁へ送球した。打者走者がアウトになったあと一塁手デビッド・オルティーズが本塁方向を向くと、三塁走者スーパンは生還しておらず三本間にとどまっていた。スーパンは三塁へ戻り始めたが、オルティーズは三塁へ送球し、スーパンはタッチアウトとなった。オケンドーは「ウォーカーが打った瞬間、スーパンは固まってしまった」とこの場面を振り返る。3番プホルスの三ゴロでイニングが終了し、カージナルスがこの好機も逸すると、地元のファンからはブーイングが起こった。
その直後の4回表、レッドソックスは二死から6番ビル・ミラーが二塁打で出塁し、次打者トロット・ニクソンが適時打で還して1点を加える。さらに5回表にも、3番ラミレスと6番B・ミラーの適時打で2点を奪い、スーパンを降板に追い込んだ。これでカージナルスは、今シリーズ初戦から3試合連続で先発投手が5イニングを投げきれなかった。これは1947年のブルックリン・ドジャースと1989年のサンフランシスコ・ジャイアンツに次いで、カージナルスがシリーズ史上3球団目である。一方のマルティネスは、3回裏のウォーカーを二ゴロに打ち取ったところから相手打者の出塁をひとりも許さず、7回裏終了まで14打者連続でアウトに封じたまま役目を終えた。カージナルスの反撃は9回裏、2番ウォーカーがキース・フォークからのソロ本塁打で1点を返したのみ。4－1でレッドソックスが3連勝し、86年ぶりのシリーズ制覇に王手をかけた。ウォーカーは、この試合で相次いだチームの走塁ミスについて「取れる点を3点は損したと思う」と話した。

### 第4戦 10月27日
- ブッシュ・スタジアム（ミズーリ州セントルイス）

|                            | 1 | 2 | 3 | 4 | 5 | 6 | 7 | 8 | 9 | R | H | E |
| -------------------------- | - | - | - | - | - | - | - | - | - | - | - | - |
| ボストン・レッドソックス   | 1 | 0 | 2 | 0 | 0 | 0 | 0 | 0 | 0 | 3 | 9 | 0 |
| セントルイス・カージナルス | 0 | 0 | 0 | 0 | 0 | 0 | 0 | 0 | 0 | 0 | 4 | 0 |

1. 勝利：デレク・ロウ（1勝）
2. セーブ：キース・フォーク（1勝1S）
3. 敗戦：ジェイソン・マーキー（1敗）
4. 本塁打
BOS：ジョニー・デイモン1号ソロ
5. 審判
［球審］チャック・メリウェザー
［塁審］一塁: ジェリー・デービス、二塁: チャーリー・レリフォード、三塁: エド・モンタギュー
［外審］左翼: デイル・スコット、右翼: ブライアン・ゴーマン
6. 試合開始時刻: 中部夏時間（UTC-5）午後7時26分  試合時間: 3時間14分  観客: 5万2037人  気温: 62°F（16.7°C）
詳細: MLB.com Gameday / ESPN.com / Baseball-Reference.com / Fangraphs

| ボストン・レッドソックス | ボストン・レッドソックス | ボストン・レッドソックス | ボストン・レッドソックス | ボストン・レッドソックス                                                                                         | セントルイス・カージナルス | セントルイス・カージナルス | セントルイス・カージナルス | セントルイス・カージナルス | セントルイス・カージナルス                                                                                            |
| ------------------------ | ------------------------ | ------------------------ | ------------------------ | --- | -------------------------- | -------------------------- | -------------------------- | -------------------------- | --- |
| 打順                     | 守備                     | 選手                     | 打席                     | D・ロウJ・バリテックD・オル · ティーズM・ベルホーンB・ミラーO・カブレラM・ラミレスJ・デイモンT・ニクソン（なし） | 打順                       | 守備                       | 選手                       | 打席                       | J・マーキーY・モリーナA・プホルスT・ウォマックS・ローレンE・レンテリアJ・メイブリーJ・エドモンズL・ウォーカー（なし） |
| 1                        | 中                       | J・デイモン              | 左                       | D・ロウJ・バリテックD・オル · ティーズM・ベルホーンB・ミラーO・カブレラM・ラミレスJ・デイモンT・ニクソン（なし） | 1                          | 二                         | T・ウォマック              | 左                         | J・マーキーY・モリーナA・プホルスT・ウォマックS・ローレンE・レンテリアJ・メイブリーJ・エドモンズL・ウォーカー（なし） |
| 2                        | 遊                       | O・カブレラ              | 右                       | D・ロウJ・バリテックD・オル · ティーズM・ベルホーンB・ミラーO・カブレラM・ラミレスJ・デイモンT・ニクソン（なし） | 2                          | 右                         | L・ウォーカー              | 左                         | J・マーキーY・モリーナA・プホルスT・ウォマックS・ローレンE・レンテリアJ・メイブリーJ・エドモンズL・ウォーカー（なし） |
| 3                        | 左                       | M・ラミレス              | 右                       | D・ロウJ・バリテックD・オル · ティーズM・ベルホーンB・ミラーO・カブレラM・ラミレスJ・デイモンT・ニクソン（なし） | 3                          | 一                         | A・プホルス                | 右                         | J・マーキーY・モリーナA・プホルスT・ウォマックS・ローレンE・レンテリアJ・メイブリーJ・エドモンズL・ウォーカー（なし） |
| 4                        | 一                       | D・オルティーズ          | 左                       | D・ロウJ・バリテックD・オル · ティーズM・ベルホーンB・ミラーO・カブレラM・ラミレスJ・デイモンT・ニクソン（なし） | 4                          | 三                         | S・ローレン                | 右                         | J・マーキーY・モリーナA・プホルスT・ウォマックS・ローレンE・レンテリアJ・メイブリーJ・エドモンズL・ウォーカー（なし） |
| 5                        | 捕                       | J・バリテック            | 両                       | D・ロウJ・バリテックD・オル · ティーズM・ベルホーンB・ミラーO・カブレラM・ラミレスJ・デイモンT・ニクソン（なし） | 5                          | 中                         | J・エドモンズ              | 左                         | J・マーキーY・モリーナA・プホルスT・ウォマックS・ローレンE・レンテリアJ・メイブリーJ・エドモンズL・ウォーカー（なし） |
| 6                        | 三                       | B・ミラー                | 両                       | D・ロウJ・バリテックD・オル · ティーズM・ベルホーンB・ミラーO・カブレラM・ラミレスJ・デイモンT・ニクソン（なし） | 6                          | 遊                         | E・レンテリア              | 右                         | J・マーキーY・モリーナA・プホルスT・ウォマックS・ローレンE・レンテリアJ・メイブリーJ・エドモンズL・ウォーカー（なし） |
| 7                        | 右                       | T・ニクソン              | 左                       | D・ロウJ・バリテックD・オル · ティーズM・ベルホーンB・ミラーO・カブレラM・ラミレスJ・デイモンT・ニクソン（なし） | 7                          | 左                         | J・メイブリー              | 右                         | J・マーキーY・モリーナA・プホルスT・ウォマックS・ローレンE・レンテリアJ・メイブリーJ・エドモンズL・ウォーカー（なし） |
| 8                        | 二                       | M・ベルホーン            | 両                       | D・ロウJ・バリテックD・オル · ティーズM・ベルホーンB・ミラーO・カブレラM・ラミレスJ・デイモンT・ニクソン（なし） | 8                          | 捕                         | Y・モリーナ                | 右                         | J・マーキーY・モリーナA・プホルスT・ウォマックS・ローレンE・レンテリアJ・メイブリーJ・エドモンズL・ウォーカー（なし） |
| 9                        | 投                       | D・ロウ                  | 右                       | D・ロウJ・バリテックD・オル · ティーズM・ベルホーンB・ミラーO・カブレラM・ラミレスJ・デイモンT・ニクソン（なし） | 9                          | 投                         | J・マーキー                | 左                         | J・マーキーY・モリーナA・プホルスT・ウォマックS・ローレンE・レンテリアJ・メイブリーJ・エドモンズL・ウォーカー（なし） |
| 先発投手                 | 先発投手                 | 先発投手                 | 投球                     | D・ロウJ・バリテックD・オル · ティーズM・ベルホーンB・ミラーO・カブレラM・ラミレスJ・デイモンT・ニクソン（なし） | 先発投手                   | 先発投手                   | 先発投手                   | 投球                       | J・マーキーY・モリーナA・プホルスT・ウォマックS・ローレンE・レンテリアJ・メイブリーJ・エドモンズL・ウォーカー（なし） |
| D・ロウ                  | D・ロウ                  | D・ロウ                  | 右                       | D・ロウJ・バリテックD・オル · ティーズM・ベルホーンB・ミラーO・カブレラM・ラミレスJ・デイモンT・ニクソン（なし） | J・マーキー                | J・マーキー                | J・マーキー                | 右                         | J・マーキーY・モリーナA・プホルスT・ウォマックS・ローレンE・レンテリアJ・メイブリーJ・エドモンズL・ウォーカー（なし） |

この日、アメリカ合衆国の夜空では皆既月食が観測された。シリーズ開催日と皆既月食が重なるのは史上初で、一部では「レッドソックスファンの天文家は、シリーズのテレビ中継を食いつくように観て暗順応に支障をきたすんじゃないか」と冗談めかしてささやかれた。
前3戦に続きこの日も、レッドソックスが初回に先制点を奪う。先頭打者ジョニー・デイモンが2ボール1ストライクからの4球目を捉えると、打球は右中間フェンスを越えてカージナルスのブルペンに飛び込む本塁打となった。その裏、カージナルスが反撃を試みる。この日のカージナルスは打線を組み替え、前3戦の1番打者エドガー・レンテリアを6番にし、空いた1番にはトニー・ウォマックを据えた。そのウォマックが左前打で出塁すると、2番ラリー・ウォーカーは犠牲バントでウォマックを二塁へ進めた。ウォーカーが犠牲バントを決めたのは1991年5月4日以来だった。ただ監督のトニー・ラルーサによれば、このバントは三塁手ビル・ミラーの守備位置を見て内野安打狙いでしたものであり、三塁線ではなく先発投手デレク・ロウの正面に打球が転がったため、結果的に犠打になったのだという。カージナルスは同点の走者を得点圏に進めたが、3番アルバート・プホルスは二ゴロでウォマックを三塁へ進めることしかできず、4番スコット・ローレンも投ゴロに倒れ、追いつくことはできなかった。
カージナルスの先発投手ジェイソン・マーキーは、2回表には二死二・三塁の危機を招くも、1番デイモンを一ゴロに打ち取った。さらに3回表にも、3番マニー・ラミレスと4番デビッド・オルティーズに連打を浴び、二死一・三塁とされた。ここでマーキーは制球を乱し、6番ビル・ミラーをストレートの四球で歩かせて満塁とすると、次打者トロット・ニクソンにも初球からボールを3球続けた。マーキーが4球目を投じる際、レッドソックスのベンチはニクソンに「1球見ろ」ではなく「自由に打て」のサインを出した。その4球目、ニクソンは右中間へ弾き返してフェンス直撃の二塁打とし、2走者が生還してレッドソックスのリードは3点に広がった。
この日のカージナルスは、先発捕手にマイク・マシーニーを起用せず、新人のヤディアー・モリーナを抜擢していた。4回表、二死無走者で3番ラミレスに打順がまわったとき、モリーナが立ち上がってラミレスに何か話しかけ、球審のチャック・メリウェザーがふたりの間に割って入る場面があった。どうやらモリーナは、ラミレスがサイン盗みをしているのではないかと疑っていたらしい。ここでレッドソックス監督のテリー・フランコーナがダグアウトから出てきて「チャック、マニーときたらうちのサインすら覚えてないんだよ。そうだよな、マニー？」と話し、その場を収めた。マーキーはラミレスを中飛に打ち取ってこの回を三者凡退で終えると、その後さらに2イニングを封じて6回3失点で降板した。カージナルスの先発投手が5イニング以上投げたのは、シリーズ4試合目で初めてである。この日マーキーが投じた121球のうち、ストライクは58球にとどまった。
ロウはカージナルス打線を抑えていった。4回裏、2番ウォーカーから始まるイニングをロウが三者凡退に封じると、カージナルスのファンは湿り気味の打線にブーイングした。今シリーズ4試合で3番プホルスは打点を挙げられず、4番ローレンと5番ジム・エドモンズは合わせて30打数1安打、その唯一の安打も第1戦の2回表にエドモンズが決めたバント安打だけだった。5回裏には6番レンテリアの二塁打とロウの暴投で一死三塁としたが、後続が断たれた。今シリーズを通じてカージナルス打線は得点圏で32打数4安打、本拠地での2試合に限れば10打数無安打と沈黙した。ロウは7回85球無失点でこの日の登板を終え、8回裏はブロンソン・アローヨとアラン・エンブリーが抑える。そして9回裏、レッドソックスは抑え投手キース・フォークを4試合連続でマウンドへ送る。フォークは先頭打者プホルスに中前打で出塁を許したものの、ローレンとエドモンズを凡退させ、最後は6番レンテリアを投ゴロに打ち取って試合を終わらせた。これにより、レッドソックス86年ぶりの優勝が決まった。
試合終了のとき、カージナルスのネクストバッターズサークルにいたのが田口壮である。田口はのちの2011年に、このときは「レッドソックスにとっては敵地で優勝を決めたこともあって、そんなに派手ではなかったです。球場がシーンってなったのを覚えています」と振り返る。その静けさのなかで、フォークは一塁手ダグ・ミントケイビッチに送球したあと捕手のジェイソン・バリテックと抱き合い、そこに他の選手も次々と集まっては飛びついて喜びを分かち合った。最後の打者レンテリアの背番号は偶然にも、ベーブ・ルースがニューヨーク・ヤンキースでつけていたのと同じ3番だった。

## テレビ中継

### アメリカ合衆国
アメリカ合衆国におけるテレビ中継はFOXが放送した。実況はジョー・バックが、解説はティム・マッカーバーが務めた。FOXがスポンサー企業に販売したCM放送枠の価格は、30秒あたり平均35万ドルと推定される。今シリーズは全4試合平均で視聴率15.8%・視聴者数2539万人を記録し、前年を3.0ポイント・524万7000人上回った。平均視聴者数は1995年（2900万人）以来の好記録だった。

### 日本
日本での生中継の放送は、日本放送協会（NHK）の衛星放送チャンネル "衛星第1テレビジョン"（当時）で行われた。実況は竹林宏が、解説は小早川毅彦と与田剛が務めた。
第3戦の中継番組は、日本時間10月27日午前9時20分に始まった。10時40分、4日前の新潟県中越地震の余震が発生し、マグニチュード6.1・最大震度6弱を記録した。これを受けてNHKは10時43分から臨時ニュースの放送を開始し、その後の『BSニュース』と合わせて11時59分まで、1時間16分にわたりシリーズ中継を中断した。